# Branchiostoma belcheri
Branchiostoma belcheri är en ryggsträngsdjursart som beskrevs av Gray 1847. Branchiostoma belcheri ingår i släktet Branchiostoma och familjen lansettfiskar. Inga underarter finns listade.